# Masni

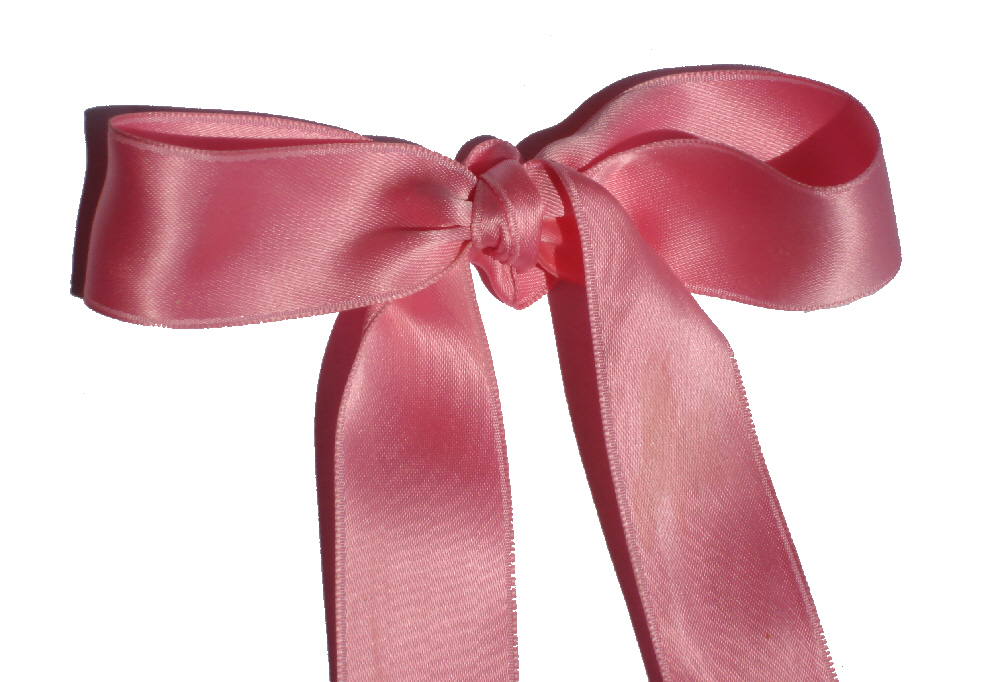
Tipikus rózsaszín masni

A masni szalagból dekorációs célra készült díszítőelem. Anyaga sokféle lehet, készülhet textilszövetből, műanyagból vagy akár fémből is. A textilanyagok között gyakori a selyem, pamut, műszál.
A masnit használják a haj és a test, csomagolások, állatok, épületek díszítésére. A csokornyakkendő is egyfajta masninak tekinthető.